# 万人坑

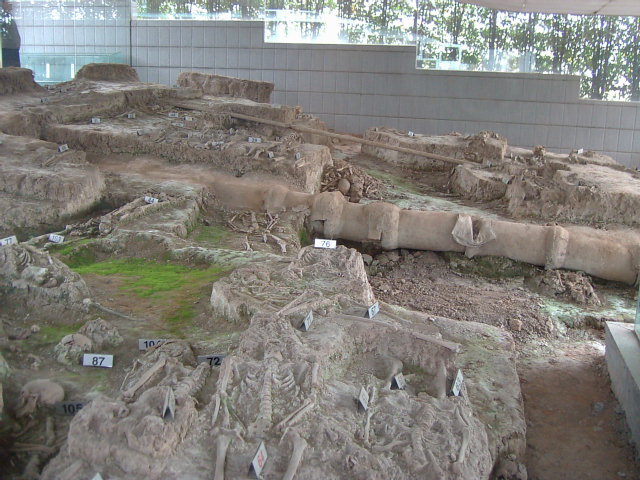
"万人坑"遺祉 遺骨

万人坑（まんにんこう）とは、満洲を中心とする中国各地に存在する集団墓地・死体捨て場の遺構である。 現代の中国では日本支配と関連して語られ、日中戦争や虐殺被害者の死体を集団埋葬したものや、日本の支配下の鉱山や工事現場での死者を埋葬したり、あるいは使い物にならなくなった中国人労働者を生き埋めにした「ヒト捨て場」とされているものがある。
中国語の「坑」は「生き埋め」の意味があり、また被葬者が多数であるとして「万人」坑という。

日本では、1971年、本多勝一による朝日新聞『中国の旅』連載で取り上げられ知られるようになった。

## 概要
定義と問題点
日本が中国大陸へ進出･占領した時代においても、中国で生じた万人坑は多数存在するが、中国側の研究家で、日本語タイトル『万人坑を知る』（2005年、東北大学出版社）の著者である遼寧政治経済学院の李秉剛教授は、とくに異常な死を強いられた人がまとめて捨てられた、問題のあるものとして、三種類を挙げている。即ち、①平頂山事件のように戦争や戦闘の延長線上にあるような日本軍による虐殺、②炭鉱や金属鉱山等で強制労働させられ、安全性無視あるいは劣悪な労働･衛生条件･酷使･虐待等による異状死、③ダムや要塞建設等の大規模土木工事の強制労働による異状死及び機密保持のための完成後の鏖殺。このうち、ここでは②と③について取り扱う。
しかし、この②と③による万人坑は日本人はほとんど知らないとされる。李秉剛は、原因の一つは、かりにそのような事実があったとすれば、事態を引き起こした当の加害企業や関係者は加害事実を明らかにしない（当然、事実であっても、嘘をついて事実を認めない）し、もう一つの原因は、これら被害者のいた場所は日本人を含む一般の人間が生活していた場所から遠く離れていて一般の人間は実態を知らず、強制労働の事実を知っているのは極めて限られた人間である（そして、もともと彼らはその当時からそれらを秘密にして生きてきた人間なのである）とする。中国人も通常は万人坑を知らず、中国近現代史を専門とする李秉剛自身も万人坑を自身で調査する前は万人坑を知らなかったという。
背景
1937年7月の日中戦争開始とともに満洲で過大な資源と軍需生産が要求されることになり、1938年満洲国で国家総動員法と労働統制法が制定され、現地住民が割当による分配募集の名のもとに事実上強制的な徴用が行われるようになっていた。それでも労働力が足りず、それまで治安上の理由から制限していた華北等からの漢人労働者の導入を進めた。1941年やはり事実上強制である緊急募集が関東軍特種演習の必要を満たすために行われるようになり、さらに労働統制法が改正され、1942年2月9日公布の労働者緊急就労規則により事業者の申請で民生部大臣が認可すれば省長は労働者の供出命令が出せるようになった。また、1942年11月18日制定の国民勤労奉公法では20~23歳の徴兵不適格等で兵役に就かない男子は通算12か月勤労奉公隊に入ることになっていた。さらに、浮浪者･アヘン患者･捕虜にも就労が強制され、奴隷狩り同然に集められた。さらに1943年の保安矯正法は犯罪予防を理由に必要と認めた者を拘置できる法律であったが、この法律で街角で露店･行商を営む者を浮浪者として狩り集めることが可能になり、ときには戸口調査で目星をつけた者、通行人の中からまで勝手に逮捕し、彼らが事実上犯罪者としての扱いで労働させられた。また、思想犯を対象に思想矯正法が定められ、同様の目的で使われた。
発生
地元で雇い入れた労務者が亡くなった場合には遺体の引き取り手もいたが、華北等の遠方からの労務者が多くなると家族への連絡もなされず、引き取り手もなく、元々あった廃坑や共同で設けた穴等の場所に遺体を投げ込むように遺棄する形になっていったという。当時の不十分な安全対策あるいは生産至上主義による危険な作業の強要だけでなく、搾取と過重な労働･虐待による劣悪な健康･栄養状態の結果としての、事故死や病死、さらには、成績不良者や強制に抵抗する者へのリンチ等で、死者が続出し、その結果、各地に千人坑･万人坑が出現したとされる。撫順炭鉱では、露天掘りの部分も多いものも坑道掘りも行われ、良質の石炭層があるとそこだけ無計画に掘り進み、あちこち虫食いのようになり、さらに、坑道内の土砂を取り除かないまま掘り進むため事故が絶えず、事故が起こると労働者がまだ生きていても出入口をすぐにふさいでしまったともいう。
中国社会には伝統的に、把頭と呼ばれる人夫頭が労務者の募集･賃金支払･宿舎･食事まで一手に引き受けて行う一種の請負制度があったが、華北等の遠方からの労務者の導入は、これら把頭や満洲側の事業者が派遣した募集人が行い、このことがこれらの業者の介在と彼らによる激しい搾取･専横を招き、日本人経営者層もそれを知りつつ利用したのではないかと、上羽修は考えている。上羽の考えには、日本本土でもタコ部屋が横行していた時代のことであり、そのイメージが影響している可能性が高い。対して、把頭制度の存在自体については同じであろうと見られるにもかかわらず、むしろ中国人の経営する鉱山では（経営主が強制力を持たないため）出入りが自由で、気に入らなければ労務者がすぐ去るため万人坑はないものの、"日本人の経営する鉱山には必ず万人坑がある"と言われていたとも、伝えられる。松村高夫は、しばしば把頭が自らの存在意義を労務者らに示すために、ときに労務者の要求実現を図るポーズをとって必要とあればストライキを主導していたことに注目、日本人経営者層はそれでは経営が安定しないため労務者の直轄化を進めようとしつつも、その結果として、把頭らと熾烈な闘争と妥協を繰り返していたことを指摘している。また、本来ならば露天掘り鉱山等は安全性が高く、直轄での労務管理も比較的容易で、したがって日本人側の直営度合いが高かったのではないかと考えられるにもかかわらず、しばしば死亡者がむしろ多かったとして伝えられており、反乱や暴動を鎮圧しやすいことで、実際には日本人経営の方が管理はより過酷なものとなっていた可能性もあり、その実態についてはなお検討の要がある。
実際に死者が通常の死亡率を超えて異常に多く、多数の死体が寄せ集めたような形で埋められた場所が存在したのは事実だが、ただ、死の原因は当然、通常の事故や病死もあり、別段その全てが、まだ生きている内に投げ捨てられたとか、リンチで殺された、生き埋めにされたとかいったものではない。とくに遠方から連れて来られた労務者の場合、家族に連絡せず引き取り手がなく、死体が放置されれば、中国では火葬の習慣がなく、土葬で薄葬であった場合や、とくに満洲･モンゴルでは風葬で処理されたものと区別がつきにくいといった問題もある。一方で、死亡率が通常では説明のつかない高率であったり、中にはリンチを受けた形跡のある遺骨、発掘されたときに尋常な埋葬姿勢や様子でないため中国側研究者から生き埋めにされたのではないかと主張されるような遺骨があるのも事実である。また、この他に、軍関係の工事現場で、機密保持のために工事終了後に殺害が行われたのではないかと囁かれる場所もある。
戦後の論争
1971年(昭和46年)、本多勝一により朝日新聞での連載「中国の旅」で取り上げられ知られるようになった。連載では、撫順炭鉱などで栄養失調やケガ、病気などで使い物ならなくなった労働者が生き埋めにされ多数の犠牲者が出たとし、犠牲者が埋められたとする場所を万人坑という名の「ヒト捨て場」であるとした。連載で取り上げた南満鉱業の「万人坑」の上に記念館が建設され、累々とした白骨遺体が展示、公開された。以降、毎日新聞などで同様の報道が続き、後に削除されたが日本の高校用歴史教科書にも一時掲載されるに至った。
関係者による事実無根との抗議が朝日新聞社などに寄せられたとも言われるがそれらは無視され、加害者とされた関係者への取材もおこなわれなかった。その後も新たに中国東北部の60ヶ所余りが万人坑とされた。田辺敏雄は撫順炭鉱や鶴岡炭鉱など六企業の勤務経験者を中心に約300人以上に連絡を取り、アンケート調査などを行い資料にも当たった。しかし、これら日本人側に目撃証言は一切なく、現地人への残虐行為についても全員が否定したという。田辺の調査後、撫順炭鉱の社友会が全会員1000人を対象におこなった調査でも同様の結論を出している。さらに、戦後、国民政府によって行われた満洲唯一の戦犯裁判である瀋陽裁判において、同容疑で刑を科せられた例が一例もなく、取調べや逮捕された例もなかったため、田辺は中国の捏造であると結論している。ただし、わざわざ瀋陽の戦犯裁判に限ることはおかしな話であり作為的であるとし、例えば石人鎮の万人坑につき、中国側には当地紀念館の紀念碑において1947年11月に3名の中国人の日本協力者が漢奸として裁かれたことが記されているという指摘がある。また、国民党関係者らは、満洲で強制労働をさせられていたのは北支等で捕虜にされた共産党軍捕虜が主体であったと思い込んでいた節があり、そのため初めから取り上げる気がなかったのではないかとの指摘や、当時中国では国民党･共産党の対立･内戦が激しく、むしろ旧日本軍や日本関係者の取り込みを図っていたような状況であったため、これらの国民党政府による摘発はむしろマスコミ･民衆からの告発や処罰要求に押されるような形であったとする指摘がある。むろん、中国現地においては、万人坑の存在について証言する当時の関係者は田辺が主張を始めた頃にも生存していた。また、読売新聞によれば、典拠不明ながら、老頭溝の万人坑について現地人側には広く知られ、当時の現地の日本人住民も知っていたとする記事がある。

## 経過
1971年、本多勝一記者が朝日新聞「中国の旅」第2部「万人坑」として連載する。連載では、南満洲鉄道が経営していた撫順炭坑（遼寧省撫順）と南満洲鉱業（南満鉱業）が経営していたマグネサイト鉱山（同省大石橋）に存在するという"万人坑"を取り上げた。"万人坑"とされる場所の一つを訪れた本多は、「私はまだ、ナチがやったアウシュビッツ殺人工場の現場を見たことはない。だからこの万人坑のような恐ろしい光景は、生涯で初めてだった」との感想を述べた。
連載直後、南満鉱業社友会代表者が朝日新聞社を訪れ、記事取り消しを求めて抗議したが、門前払いであったという。また、撫順炭鉱の電気技師だった久野健太郎が「万人坑、防疫惨殺事件は事実無根である」と自著を添えて抗議の書簡を送ったところ、本多は1986年3月に「私は中国側の言うのをそのまま代弁しただけですから、抗議をするのであれば中国側に直接やっていただけませんでしょうか」と返答した。
万人坑は歴史的事実として百科事典、教科書（後に削除）、日教組教研集会にも登場した。万人坑に疑問を抱いた田辺敏雄は、撫順炭鉱42人、南満鉱業13人、大石橋関係9人に調査をおこない、彼の心証からは「万人坑はなかった」との結論が出たとして、1990年『正論』に調査結果を公表する。『正論』翌月号に、本多による「反論ではなくコメント」が掲載される。万人坑はないという本多は田辺の調査結果に対し「少数のアンケートで断定するのはおかしい」と反論した。翌々月の『正論』には、南満鉱業の元社員5名による座談会「私たちは万人坑なんて知らない」が掲載された。田辺敏雄は、学者、研究者、作家で、日本側関係者を調査した者は誰一人いない、それで中国側の話を鵜呑みにするのはジャーナリストや学者のあり方としておかしいと批判する。（もっとも田辺自身も、中国の現場や現地被害者を自らは調査することなく、日本側関係者のみを取材し話を聞いただけで、この批判を行っている。）
また、田辺が日本人関係者にあたればおかしいとすぐ分かったはずだとすることに対し、田辺の紹介する証言者の説明を聞いてもとてもそのようには思えない、また、田辺の主張も、あくまで「~であろう｣、｢~であろう」と可能性の話を重ねておいて、最後にそれらをもって｢~で間違いないと思う」と突如結論にしてしまう、あるいは、「中国なら･･･の筈だ、だから･･･に違いない」といった、とても根拠になるとも思えない論調が目立つ。撫順の万人坑について、平頂山で記念館を作って現場を保存しているのだから、本当に撫順に万人坑があったのであれば、中国なら必ず記念館を作ったに違いない、その記念館を作らなかったのだから実際にはなかったに違いないという具合である。
本多・田辺両者の主張の食い違いを受けて、撫順炭鉱関係者でつくる「満鉄東京撫順会」(以下「東京撫順会｣。なお、これは「中国帰還者連絡会」(略称：中帰連)の後継団体である「撫順の奇蹟を受け継ぐ会」とは異なる組織である｡）は、会員（約1,000人）全員にアンケート調査をおこない、455人から返信があり、その結果、｢強制労働による犠牲者の“人捨て場”としての万人坑がなかったことがはっきりした」と結論し、1990年12月に産経新聞が要旨を報じた。内訳は、431人(94.7%)が「見たことも聞いたこともない」、10人が白紙、12人が「見たことはないが、聞いたことはある」、1人が「見た」、1人が「アンケートそのものに反対」であったとする。東京撫順会は「見たことはないが、聞いたことはある」と「見た」を重視し、これらを再調査したところ、「聞いた」はほとんどが中国側から後日聞いたとか、墓所や事故現場のことではないか、平頂山事件の勘違いではないかというものであった、「見た」は付近の集落の死体捨て場ではないかというものであったとする。ただし、意図的なものであったかどうかは分らないが、白紙も含めて555人がアンケートに回答しておらず、そちらについての追及は全く行っていない。
また、田辺はまとまった死体のあった場所として、匪賊の処刑された跡ではないかと思われるものがあったとし、後には、例えばハルピンの貧民街近辺の市立貧民義地（共同墓地）に行き倒れの麻薬中毒者や凍死者等の引き取り手のない死体が処分される万人坑があり、問題の万人坑とはこういった共同墓地のことだったのではないかとしている。もし、その通りであれば、前記東京撫順会のアンケートでは、当時の日本人1000人のうち431人は、その存在すら知らず、万人坑を「見たことも聞いたこともない」と答えたことになり、彼らは現地の人々の生活や境遇に知識や関心のない、初めからアンケート対象としてふさわしくない人々であったと云うことになる。また本来、問題の本旨は、日本人の運営するあちこちの鉱山･炭鉱･工事現場に万人坑があったと言われているが、それは事実なのか、事実であればそれは何故かということであったはずだが、田辺の論考は、共同墓地の万人坑があったからそれが誤解されたのではないかといった風に、万人坑の話が伝わる原因についての個人的な推測話に内容が置き換わっている。
なお、朝日新聞は頑なに日本側関係者を調査しようとしないとして、田辺は朝日新聞を非難している。しかし、そもそも田辺は、南満鉱業の現場が保存され存在することは間違いなさそうだから、ムダなことをしてもしかたがないので南満鉱業関係者にあたればすぐに万人坑存在のウラがとれるだろう、であればそこで調査を打ち切ればよいというつもりで、まず日本内で調査を始めたのだとしており、であれば、彼自身の理屈では、万人坑存在のウラが日本で取れなかった時点で朝日への非難を始める前に、現地中国側の万人坑の現場について調査が必要となった筈であるが、自ら中国現地で調査しようとした形跡はその著書に見あたらない。
田辺によれば、千人アンケートの調査の前にも、いったん東京撫順会は調査を始めたことがあるものの、調査を買って出た撫順中学出身の小林実が、結局、万人坑の存在を認める記述をしようとしたため、東京撫順会側が反発し、小林は脱会して『リポート「撫順」一九三二』（1987年10月私家版）を出したとする。野間清･井村哲郎は小林のレポートを評価し、井村は可能な限り資料を集めてまとめた好著と評価している。小林の死後のこととなるが、田辺は自著の中で、小林は調査での証言を歪曲している、それはいつでも証明できると主張しているが、詳細は不明である。
千人アンケート調査の結果をうけて東京撫順会は1991年4月25日、南満鉱業社友会は同5月、「作り話等が歴史的事実として確定してしまうおそれがある」「事実であるかのごとき報道をされたままでは、同僚に対して、また国民に対し申し訳がたちません」として関連記述の削除を求める申入を行った。
これに対し朝日新聞は6月17日付で、中国側証言を覆す確固たる証言が得られていない、(日本でなく中国での）精密な現地調査を考えている、求めに答えられない等とする回答を行った。1991年11月12日付朝日新聞夕刊は、新たな万人坑の存在を報じた。炭鉱人の悲痛な叫びを朝日新聞社は一顧だにしなかった、と田辺は言う。申し入れから20年、朝日新聞は事実解明の調査・訂正を行っていないと田辺はする。「中国の旅」は教室に持ち込まれ、朝日新聞社は今も自紙に広告を掲載し、宣伝につとめているという。

## 日本側の証言例
自身が満洲の採炭所に勤めていた経験を持つ五味川純平は、1955年に小説『人間の条件』を出版した。ここには、満洲の炭鉱での中国人の劣悪な労働条件と、その中でも特殊工人と呼ばれる人々への残酷な対応が描かれ、これは実態を基にしたモデル小説と受けとめられた。三一新書版だけで発行部数は450万部を超え、単行本などを加えると1千万部を超える空前の超ロングセラーとなり、映画化もされ、その映画もヒットした。当時、小説で描写された中国人労務者の悲惨な状況について、その真偽が大きな問題となったという話はあまり聞かれない。
しかし、1990年代になって異論が提唱され始める。田辺敏雄によれば、「20年余り電気技術者として撫順炭鉱に勤務した久野健太郎は、電力設備をはじめ電柱1本にいたるまでが管理責任にあった。送電線新設の際には、現地測量、架設工事に従事した。「この間、文字通り山、谷、川を徒渉してきたが、金輪際”万人坑”なるものはなかった」と断言した」とする。また、南満鉱業社友会から紹介され会った3人は、いずれも、万人坑を全面否定し、工人に対する残虐行為などとんでもないときっぱり否定し、「中国の旅」連載を知っていた2人は、怒りを隠そうとしなかった」と田辺に述べたという。
上羽修は、1993年出版の著書『中国人強制連行の軌跡』で、鉱警隊員（補助警察官の資格を持つ武装警備員）として恒山採炭所（黒竜江省鶏西）の訓練所の一つに務めていた者にインタビューし、その結果を載せている。その話によれば、鉱警隊員は軍刀、ピストル、小銃の携帯が許されていて、日本人20人余りとその4~5倍の雇われた満人で幾つかの採炭所と水源地、火薬庫、倉庫等の警備にあたっていた、収容者から聞いた話として彼らは単に浮浪者狩りで連れて来られた、炭鉱では収容後に逃亡する者がいても銃撃は許されなかった、食物は十分な量が出ていた、収容期間は2、3年でまじめに働けば短縮された、家族が来て居ついた人間もいるという｡（ただし、松村髙夫の研究によれば、労務者の高い逃亡率を前にして、逃亡を防止するために炭鉱側等が家族同伴を歓迎している。戦国時代の人質のようなもので、家族の呼び寄せが炭鉱側の圧力や強制によって、あるいは労務者自身が騙されて連れて来られたのであれば、当の労務者本人に隠して当人の知らない内に、その家族を騙して来させた可能性もあり、その実態の研究が必要である。）一方で、病気になると横着病と言われて仮病扱いされていたこと、休むと賃金が全くなくなり支給以外の食物購入ができなくなることや、都合が悪い質問になると証言者の口が重くなったことを報告している。また、同鉱業所はシュブントウ（投降匪の大物である謝文東の可能性もあるが、不明｡）という者が把頭で、その配下の工人を理の通らないことでリンチにすればその人物が怒るため、リンチはなかったという証言をしている。それですら死亡率は10%と高く、証言者が賃金が出たのは初めだけとしており、多くが何らかの要因でじきに働けなくなると賃金が支払われなくなり、証言者は食事は出していたとするが、実際は十分なものではなく、栄養不足から衰弱して死んでいったのではないかと、上羽は疑っている。また、オオカミの群れがすぐそばに出没するような場所で、凍死の危険の高い極寒の2月でさえ、工人らが隙さえあれば、なぜ脱走を図ろうとするのかを聞くと、証言者は単に、工人自身にとっては不本意な仕事であったこと、自由がなかったことを挙げたが、上羽は理由として薄弱とみている。反面、野晒しの白骨が近辺に多かったものの、それは寧ろ先のシュブントウの配下の多かった坑道側に多かったことで、これは現地人らに火葬の習慣がないため、薄い棺による土葬･風葬の結果としてオオカミなどに荒らされて、そうなったのではないかと上羽は推測している。逆に、証言者の鉱警員管理の坑道側に焼却施設があり、オオカミが死体をあさらないよう焼いていたとのではないかとの証言に対し、上羽は、何のためにわざわざ焼却施設を用意したのか、疑念を抱いている。動けなくなった人間を病院や医者にかからせることはなかったとの証言も聞き、死ぬまできちんとした対応を取っていたのか、上羽は疑っている。そういった質問に入ると、証言者は彼らの立場からの都合に合わせた推測による回答ばかりで、結局、実態は自分らの知ることではないといった状態であった。しかし、取材対象者は収容所管理者ではなく警備員であるため、その理由や内部の状況については彼ら自身も分からず、はっきりした回答が出来ないのはやむをえないと、そのインタビューでの真相追及を上羽は断念している。
内モンゴルのハイラルでは1934年からソ連軍進攻に備えた工事が行われ、その際徴用された者らが工事後殺害され、その万人坑があると現地住民から聞いた読売新聞の記者が、その場所に市職員に案内してもらって行き、遺棄された人骨が未だに点々と転がっていたことを確認している。同所あるいは少なくとも近辺の同様な場所と思われる地域に青木茂は調査チームの一員として行き、同行した医師から特に人骨ではないといった異存は出なかったこと、遺骨のあり様が現地の風葬の習慣に則ったものではなかったことを証言している。その一方で、彼自身が掘り返してみたわけではなく、見た限りでは、例えば針金で縛られていたとかいった風に、明らかに殺害以外ありえないと言うことが出来るものはなかったとしている。
太平洋戦争後、東京裁判に備え連合軍の国際検事局の尋問を受けた陸軍元兵務局長であった田中隆吉は、1934年から1941年（1945年とした箇所もあり）にかけて満洲国境に要塞を建設した際、工事に多数の人々が使用され、10万人が殺されたこと、満洲匪賊や中国正規兵の捕虜（工人としては、戦争捕虜による特殊工人の扱いとなる）が毒ガスで実験目的で多数殺され、その多くが要塞建設に使用された後、用がなくなった人々だと考えていることを証言した。捜査課長のロイ・モーガンは、これを彼の調査結果ではなく聞き及んだことと彼自身の所見に過ぎないとし、これに関し、粟屋憲太郎は日本軍の毒ガス使用について（冷戦下での成果利用と秘密保持のため）免責方針を取ったため、モーガンは突き放したのだとする。実際にこの時の田中証言は彼の他の証言に比べ異様に短く、尋問開始時刻が記されているだけで、他の証言には必ず記載されている終了時刻の記載がなく、また、要塞建設地が今日知られている場所と異なっている等の奇妙な点が多い。実際には長時間行われ、毒ガスという秘密に属する事項が絡んでいたため、いろいろ書かれなかったことやすり替えられた内容があった可能性もある。また、東京裁判では語られなかったが、満洲の虎頭要塞の建設では多くの中国人労働者が動員され、小屋には二千人が居住していたが、(完成後、口封じに）日本人憲兵によって虐殺されたとの田中の証言もある。
否定論･否定証言の主な内容と問題点
否定論･否定証言の主な論拠と問題点は以下の通りである。なお、否定論の論拠も其れに対する反論も、しばしば異なる事実認識をそれぞれが前提にしているため、互いに矛盾･抵触し合うもの（例えば、田辺敏雄は、万人坑を日本人が誰も見たことも聞いたこともないと証言していることを長らく万人坑がなかったとする重要な根拠としていたが、後に、これを事実上放棄した形で、万人坑は存在したが其れは単なる現地人の共同墓地であるという主張を行っている）があることに注意を要する。前提となる事実が速断できない以上、いずれをも記す。
- 事態に責任あると見られる日本側関係者が終戦後すぐに逃げようとしなかった。実際に、日本人でこの問題で現地の裁判で裁かれた者がいない。←満洲開拓団が引揚時に襲撃を受け、多数が殺害された悲劇にみられるように、当時、日本人は現地人の恨みを買っており、少数で逃げることは極めて危険であった。また、これらの主張は、当時激しい国共内戦の中で国共双方がむしろ政府レベルでは表向きは｢怨みに報ゆるに徳をもってす｣とのスローガンで日本人を取り込もうとしていた状況を無視している。国民党は、炭鉱･鉱山･工業所には副社長や副課長といったお目付け役を置くだけで、日本人に任せていた[42]。その状況から、日本人関係者らは、事件自体の立件も困難であり裁かれることはあるまいとタカを括っていた節があり、それがその通りになったのである。日本本土でのタコ部屋の問題においても、経営層･管理者層の場合は、しばしば産業開発･発展で功を挙げて栄達を図ろうとする県令（警察を管轄する）と癒着し、なあなあで事態が取扱われていたし、たとえ問題化しても現場末端が勝手に行った事として、また、多くの末端関係者は末端関係者で、他所で起こったこと、他人がやったことで自分は関係ないと言って、他人事で済まし済ましてきた。それと同様に済むと思っていたのである。（上妻斉の『撫順秘話』では、虐殺事件として国際連盟で問題になった平頂山事件でさえ、関係者はウヤムヤになると思っていたとされる[42]。）実際のところ、多くの現場関係者にとっては、建設現場全体や炭鉱･鉱山全体で日に平均5～6人以上死んだとしても、死者数が告示されるわけでもなく、其の全体像が分かるわけでもない。立入禁止にでもされた裏山や廃坑に死体が捨てられていれば、自身の飯場･坑道･寮等で数日に一人か二人の割り、あるいは年間に一度か二度多数が死んでも、事故や病気あるいは偶発的な喧嘩の結果として済むことだと思っていても不思議はなく、全く悪意なく本当に全体像に気づかないままという事もあり得る。

- 瀋陽で開かれた国民党の裁判では、平頂山事件は裁かれたにもかかわらず、万人坑は問題となっていない。←平頂山事件は現地マスコミが騒いだため取り上げられたものであるが、既述の通り、国共双方が日本人の取り込みを図っていたため、国民党政権中枢も本心は追及自体に熱心でなかった節がある。死者は炭鉱の特殊工人が多いと考えられており、もし、特に国民党関係者が、特殊工人は華北出身の戦争捕虜であるから自分らの敵である八路軍関係者ばかりと思い込んでいれば、追及に全く無関心であった可能性もある。

なお、平頂山事件で死刑となった撫順炭鉱の久保孚は、一度は重要書類焼却にかかわる戦犯容疑で逮捕され、その後いったん釈放されている。原勢二によれば、書類焼却は敗戦で自暴自棄となった一部社員の過失とするが、当時、敗戦とともに日本政府･軍から日本国内はもとより海外の軍･官庁･関係諸機関に至るまで重要書類処分の指令が出て、各地で寧ろ意図的に焼却処理が行われていたことはよく知られており、過失による消失というのは額面通りには受け取れない。釈放後、久保は満鉄での上司にあたる副総裁の平島について､「針をつけて泳がされているだけで何時釣りあげられるか分からない」と、まるで自身とは無縁な事であるかのように他人の心配をしていたというが、一方で、平頂山事件については、山下貞は当時既に15年も前の事件であり、多くの人が忘れかけていたとする。もし仮りに異常な死亡者数･死亡率の存在が事実であれば、久保自身は、寧ろ其の問題こそ、自身の責任追及の本命と考えていたものの、裏付けとなる資料の多くがなくなっており、釈放されたことで、もはや自身が立件されることはないだろうとの自信を深めていたとも考えられる。撫順炭鉱では資料の処分により、満洲国成立の1932年以降の資料の多くが失われており、辛うじて残っていた1931年の資料（満洲事変はこの年9月に起こっている）では死者数が年3,346人と、死者数がそれ以前（1907－1930年）の年平均298人に比べていきなり10倍に跳ねあがっており、満洲事変開始後、中国人労務者の扱いが激変したことを窺わせる。山下貞によれば、1932年秋の段階で、撫順炭鉱の防備隊は歩兵1個大隊、機関銃中隊、山砲小隊から成り、給与は満鉄から、武器は満鉄やその職員の献納であったという。満鉄にとって、撫順炭鉱は1932年にはそれほどの武装と費用をかけて護る必要があるものになっていたことになる。
- 万人坑などあれば現地住民の怒りを買って襲撃されたはずである、現地人による報復の襲撃が起こっていないのが、万人坑が無かった証拠である。←実際には満洲人による報復襲撃は、満洲開拓団引揚げ時の悲劇のような農村地帯だけでなく、むしろ鉱業都市で大規模に起こっている。撫順や吉林でも起こっており、これらは略奪目的だけのものであったとする主張もあるが、撫順では逃げ遅れた者が多数殺害されており、吉林も関係者の証言によればソ連軍による制止が遅れれば全滅となりかねない様相であったという[48]。また、山田一郎の『通化幾山河』によれば、通化では、デマであったものの、満洲人が10月10日に蜂起して日本人を皆殺しにするという噂が流れたという[42]。襲撃時にはしばしば意外なほど多くが助かっているが、これは普段から情報を掴んでいて、襲撃を受けた時はいち早く避難所等に逃げることに成功した面が大きい。このこととの関係性は不明だが、通化郊外の二道溝の元製鋼所所長は平素から各所に密偵を放っていると語って、松原一枝を驚かせている。(なぜ、一私企業の一事業所がそのような密偵を放つ必要があったのか、詳しい内容については、松原は質問しなかったようで何も語っていない[49]。)

- 炭鉱労働者は特殊工人以外は自由労働で、自由に移動することができたとする主張がある。←日本のタコ部屋問題と同様、時期や場所、状況により、実態が異なることに注意しなければならない。まず、鞍山や通化近くの石人の鉱業所のように、時期によるが特殊工人である輔導工が主力の場所があった[50]。また、上羽修の研究によれば、労働統制法による供出工人の労働や勤労奉公法による義務労働があり、これらは事実上強制であったと考えられる。1943年の撫順炭鉱の供出工人の退散は3823人で率は48.9%にのぼり、その内訳は依願（当人が事故･病気等で働けなくなったための、炭鉱側からの依願と思われる）235人、逃亡3477人、死亡111人である[51]。逃亡となっていることから、身体的･物理的にどの程度拘束されていたかはともかく、少なくとも法的な拘束労働であったことが分かる。さらに、本来は自由労働であるはずの募集工も、本来は違法なことながら事実上、権力と暴力で容易に強制労働に転化された、とくに太平洋戦争の進捗による増産要請とともにこれがひどくなったとされる。また、行政当局にも責任の残る供出工に比べ募集工の方がむしろ境遇が過酷であった可能性もあり、松村高夫の研究では、まだ状況がましだったと伝えられる撫順炭鉱でさえ、常傭夫の死亡率は1942年･1943年には10%を超えたという[51]。

- 自分は万人坑など見たことも聞いたこともないという多数の日本人証言がある。←実は満洲では、一般の満洲人でさえ多数が餓死や凍死の危機に晒され、多数の満洲人が死んだとしても、おかしくはない時期があった。これらの証言者は、そのような時期に、労務者らがどのような状況になっていたのか、特に拘束されていた労務者について使用者側がどのような救済措置をとっていたのか、何ら語っていない。太平洋戦争の進捗とともに、満洲では、日本本土の食糧不足解決や南方支援のために糧穀その他農作物の割当供出制度がとられた。これにより、極めて過酷な雑穀類の徴発が行われたが、連合軍の日本との間の海上通商破壊により、遡って輸送が大陸段階で滞り、飢餓が始まる中で穀物が満鉄沿線の倉庫や貨車で腐っていくという様相を呈した[52][53]。(この供出制度を導入実施した満洲国政府の日本人官吏は現地住民の憎しみを買い、戦後に現地で処刑されたという。また、その娘は、まだ敗戦前の時、遠足に行った折りに、自分と同じくらいの年の現地の少年が行倒れとなって死んでいたが、見ないふりをして通り過ぎるしかなかったとの手記を残している。）輸出優先であるが、配給制度の下で、例えば大豆ならば残りの豆粕（これも肥料や飼料として輸出対象になりうる。）等を現地日本人に優先的に配給し、朝鮮人･現地人に後回しになったという[42]。穀物の見返りに日本からは木綿･綿等の繊維類が提供されるはずであったが、1944年になると南方支援優先のため、満洲にはほとんど入って来ず、満洲では深刻な衣料不足を呈し、憲兵であった土屋芳雄によれば、僻地に行ったときに冬でも裸の子供がいたことを見たばかりか、調べると熱河省の長城線付近では住民の大半が丸裸同然で暮らしていたことが分かったという[54]。満洲国官吏であった広川佐保は、1944年5月に関東軍の要請で農牧民約 400-500名を満ソ国境の防御施設建設の為に動員（供出工と思われる）したところ、関東軍は本来の期限の9月になっても夏服で徴発された労務者を返すことを拒否、冬用の衣服や布団も用意しようとはしなかったため、広川らが防寒服を求めて都市を駆け回ったものの、物資不足で十分に集まらず、結局 10月まで延びた作業の為に蒙古人就労者だけで 100名近くも凍死者が出たという[53]。広川の場合は責任を感じて自身が動員した現地人労務者のために努力した例だが、行政当局者自体がこのケースの関東軍側関係者のように現地労務者の状況に冷淡な者であったり、もし期間がさらに延びていればどうなっていたのか、このような場所は他にもなかったのか、この種の問題はどのように解決されていたのか、田辺の紹介する証言者はこれらの問題に全く気づいていなかったのか、何ら語っておらず、事態の全貌をどれほど把握していたのか甚だしく疑問が残る。

なお、東京撫順会の調査の聞き方では、「見たことも聞いたこともない」と答えるよう示唆しているようなものではないかとの批判もある。そもそも「見たことも聞いたこともない」と答えた431人は中国語や満洲語がどの程度出来たのか、現場が立入禁止にされていれば見たことはないのは当然であり、現地語が分からなければ聞いたことがないのは当然となる。また、日本語となった千人坑･万人坑という言葉であれば、日本人社会に当時その単語が入って来ていなければアンケート質問しても意味がない。(山下貞は、万人坑とは、現地中国においても戦後に出来た言葉だと思ったとしている。)
- 万人坑とは単なる共同墓地のことである。満洲では、アヘン中毒の行き倒れ、冬の凍死者が多かったので、ハルビンの大観園近くの共同墓地に万人坑があった。同様に、そのような遺体を収容する万人坑が各地に存在することに不思議はない。←であれば、初期の田辺の調査や東京撫順会の調査に、「見たことも聞いたこともない」と答えた人々は単に無知や無関心で万人坑の存在を知らず、そのように答えただけで、彼らの回答は全く意味がないということになる。また、炭鉱･鉱山では労務者がしばしば賃金の一部の代わりとしてアヘンを受取っていたこと、さらに、太平洋戦争末期の糧秣不足･衣類不足からすれば、炭鉱･鉱山には下層労働者が多数集中しがちであるため、寧ろ万人坑があって当然となる。炭鉱･鉱山における万人坑の存在を否定するのは自家撞着に他ならない、中国人の経営する鉱山は移動が自由なため万人坑は無いが日本人の経営する鉱山には必ず万人坑があると伝えられていること、あまりに異常な数の遺骨があったり、処刑やリンチの跡を示す遺骨が残っていると中国側で主張されていることをどう考えるのか、個々の万人坑の存在を確認した上で其々の実態を論議すべきである。

- 炭鉱や鉱山に連れてこられても、身体検査等が行われ、必ずしも鉱員として採用されるわけではない。←炭鉱側都合で必ずしも採用されるわけではないからといって、労働者の方から希望者が殺到するような職場だったということにはならない。建前もあって些少でも賃金を払う以上、経営側は当然、労働に耐えられる人員かどうか検査して採用を決めることになる。また、そうでなければ、人員を連れて来た仲介業者にも無駄に仲介料を払わねばならなくなる。また不思議なことに、この証言をする者はいずれも、当然セットで出て来るべき話であるにもかかわらず、仲介業者に遠方から連れて来られて採用されなかった者の行く末はどうなったのか、また、それについて裏付ける資料を出せるのか、何も語っていない。鉱山側等が仲介業者側の問題として放置し、もし他所から連れて来られた人間が当地で行き倒れにならざるをえなくなったことでもあれば、近代刑法の観念からいえば、当然、鉱山側もその共犯、さらにその内実次第では従犯どころか寧ろ主犯として罪を問われることになりかねない問題である。これに対し、本多勝一の『中国の旅』では、（華北での募集が始まる前の初期のことであろうが）比較的近くの住民が植民地下の政策で大量に破産し、過酷な職場と分かっていても餓死するよりはましとして、大量に押しかけて希望者の一部が臨時工として採用されるだけであったとする記述もある[55]。

- 家族を呼び寄せて炭鉱に居住する者もいた。←逃亡に悩まされるため、炭鉱側で対策として家族の呼び寄せを奨励していた。奨励といっても勿論、建前で、実態は圧力･強制がかかっていた可能性が高い。撫順炭鉱では、工人らが到着後直ちに、炭鉱が炭鉱側に都合の良い内容まで示して家族に手紙を書かせることがマニュアル化されており、また、手紙は全て検閲されていた[51]。比較的待遇がマシと考えられていた撫順炭鉱でさえ此の有様で、炭鉱側にとっては労務者本人が気づかない内に家族を騙して呼び寄せることも、やろうと思えば可能な状態であった。脱出や退去が本人一人ならば可能であっても、家族が来た以上は、その後のことも含めた成算がなければ、容易に実行できない。つまり、家族を事実上、炭鉱側に人質にとられていたのである。

- 戦後も炭鉱に居住し続ける者もいた。←敗戦とともに直ちに、日本軍を含め、それまでの日本側の体制が全て自動的に解散･消滅したわけではない。例えば、日本軍の多くは国民党軍･ソ連軍等への武器引渡まで武装を保ち、引渡後も自主解散等を行った部隊は少なく、引揚やシベリア送りまで見た目はしばしば組織の体裁を保っていた。そのような状態が続く中で、炭鉱･鉱山の体制が中国人側人員に直ちに入れ替るわけではなく、従来の日本人による経営･運営体制を残したまま、単に副社長や副課長を置く形となった[42]。これでは、一般の労働者にとっては、日本人の管理･操業体制がまともな中国人当局者らによって本当に支配･統制されているのか、日本人経営陣が腐敗堕落した中国人有力者らを買収･籠絡しているのか、簡単に見極められるわけではなく、危険があって当分の間は迂闊な行動は出来るはずがなかった。現に、日本でも、むしろタコ部屋等の問題を告発し続けていた小林多喜二の方が、これは直接には社会主義者としての弾圧の結果であってタコ部屋等の労働問題の口封じではないとはいえ、警察に拷問され殺害されているのである。

- 日本人は武装していたわけではない、虐待などすれば坑道などで逆襲されかねない。←以下、武装の有無に関し、これまでの既述の総括。多くの炭鉱･鉱山の経営者である満鉄は、帝国主義時代の植民地鉄道会社によく見られる通り、ある程度の武装が認められ、鉄道や周辺附属地での一定の警察権さえ持っていた。1938年のこの警察権の満洲国への引渡し後も、軽武装ながら補助警察官の権限を持つ武装警備員を置いていた。さらに、炭鉱所出身の五味川純平が小説で描いたように炭鉱に憲兵が詰めていることも多かった。田中隆吉の証言によれば、満洲の虎頭要塞の建設では完成後、日本人憲兵によって口封じに二千人の労務者が虐殺されたとも伝えられる。場所や状況次第では、軍隊が護衛につくこともあった[56]。また、実際には占領地では、法的問題は曖昧に住民や企業が自警団を作って自ら事実上武装することも多く、撫順炭鉱に至っては、歩兵一個大隊、機関銃中隊、山砲小隊、後には高射機関銃中隊、高射砲隊から成る防備隊を組織、自らを防衛させていた。もし、坑道での逆襲を怖れるなら、坑外に運び出してきた採掘量等の結果で見ればよい、実際に大石橋マグネシウム鉱山では1日にトロッコ5台、後に電化されると15台いっぱいにして出すことがノルマとされた[57]。

- 元々大同炭鉱で働いていた根津司郎は、20ヶ所の万人坑があるとされる大同を訪問した際、教育館館長から、通訳を通して万人坑と言うと日本人は数千人くらいはあるものと想像するが、実際は小は数人、大は数十人の規模だと、恐縮されたという[58]。←ただし、元々中国の主張は、大同の万人坑は二十余ヶ所で死者6万人である[59]。ために、これでは総数が足らず、通訳を通す中で、小は数人から数十人という話が入れかわったのではないかと思われる。(ただし、この話は二十余ヶ所の万人坑といっても元々の言葉の意味としてはそれらの総体を万人坑と呼んでいた可能性も示唆する｡）各場所がしばしば炭鉱事故により発生した死者が捨て置きにされた場所である可能性も高い。大同は、華北占領により、満鉄の撫順炭鉱に携わっていた人間が派遣された炭鉱である[60]が、撫順炭鉱はよく露天掘りで知られるが、露天掘りだけでなく、良質な炭脈があると、目先の効率を追い求め、安全性を無視して、そればかりを追った坑道を掘り進め、よく事故を起こしたとされる[61]。とくに火災でも起これば生きている者がいても直ちに坑道を封鎖したという[62]。また、一般的に火災事故では多数の死者が出ることもあった。本渓炭鉱では、1942年4月26日ガス爆発事故が起こり、炭坑内に火災が発生したため日本人採炭所長は坑内への送風を止め入口を閉鎖し、多くの中国人労務者が坑内に閉じ込められ死亡した。このとき、たまたま研修生として来ていた日本人学生30名もともに死亡したとされる。この件については、日本人側自ら墓碑を建てたが、そこでは殉難者が1,327人とされているが、これは実態をより小さく隠すためで、撫順戦犯管理所で語られた話では1,800人以上、現場の労工らは3,000人以上が死んだと話しているという[63]｡（実際には、特殊工人は軍の機密事項とされていたので、炭鉱側管理者としても人数に入れることが軍から許されなかったのかもしれない。）経済性をまず優先し、人命が軽視ないし無視されることは戦後の日本の炭鉱でも実際に起こっている[64]。

- 炭鉱でアヘンが工人に使用されていたことを死者が出ていたことと結びつける説もあるが、例えば、大同炭鉱でのアヘンの配給については、炭鉱の立上りの一時期把頭を通じて工人に配布していたが、これは古くからの習慣でアヘンがないと働かなかったからである、アヘンは統制品で非常に高価であったから炭鉱側にとって頭の痛い問題であった[65]。←別に炭鉱側はアヘンを高価な市価で購入し、無料で労務者に支給していたわけではない。大同炭鉱においても、給料の一部として、現金を出す代わりにアヘンで支払っていたことが証言されている[66]。そして大同炭鉱は満鉄の経営する撫順炭鉱の関係者が携わったものであるが、この満鉄の重要な収入源の一つが他ならぬアヘン売買であった[67]。例えば、当時、炭鉱では給料の一部が炭鉱内の専売所でのみ使用できる切符で支給されることも多く、この専売所の商品はなべて外部で買うより高値であった[68]。同様に､（別に専売所でアヘンを売っていたわけではないが）満鉄は、本来は給料として渡すべき金を渡さずに、代わりに安値で仕入れたアヘンを渡すことによって、よりいっそう収益を増やすことが出来たのである。

- 根津司郎は、大同での1943年のコレラ発生時は工人210名が死に内160人を4回に分けて焼いて遺骨を埋めて合同の墓地を作った[65]。行倒れは多かったし、病気で死ぬ者もいて、引取り手のない死体を誰でも自由に採炭できることになっていた入会地のような小炭鉱の跡地に穴に投げ込んでいた[65]。万人坑はそのようなものだ。←別にそのような万人坑があることを否定しているわけではない。問題は、日本企業乃至日本軍の過酷な扱いや虐殺の結果として伝えられる万人坑が存在することで、そういった個々の万人坑の具体的な内容の検討を避けたり、あるいは無視して、単に一部の例をもって全ての万人坑について問題の無いものと証明したということにはならない。

その他、日本人でさえタコ部屋の被害者となりうる時代であり、現に戦後には九州の炭鉱や秋田の花岡鉱山で中国人鉱員･外国人捕虜の多数の死者が明るみに出ている、したがって当時からの年輩世代の人々にとっては寧ろ幾らでもあり得る事は分かっている筈だ、日本人の引揚手記を見ても日本側の加害責任にはほとんど触れず自身の苦労話ばかりを書く傾向があり、まして加害責任を取り沙汰されかねない当時の炭鉱やその利害関係者らが万人坑はなかったと言っただけで軽々しくそれを信じるのはおかしいと云った主張がある。また、特殊工人が最大の被害者であった可能性が高く、彼らは鉱山をやめたくとも辞められなかったことを田辺も認めているが、各調査における多くの回答者が特殊工人の状況まで把握して答えているのか極めて疑わしいといった問題がある。

## 死亡者数・死亡率（1万トン当たり0.7人が25.8人に？）
朝日新聞（1991.11）の新たな老頭溝万人坑報道では、沈東剣教授により、1940年に石炭1万トン当たり労働者死亡数が25.8人に上ったという。対して、東京撫順会は「撫順炭鉱統計年報」に当たり、1940年は死亡が年9人だったことを突き止めたとする。1万トン当たり0.7人である。田辺は、中国側の「主張が、いかに根拠のないものか、はっきり示している」と述べている。ただし、9人とする「撫順炭鉱統計年報」の元資料には欄が日本人と満洲人と記載され、日本人欄が現在の日本人（内地人）･朝鮮人（半島人）であり、満洲人欄が満人･漢人とは考えられるが、把頭の下で会社に籍の無い労務者がそもそも集計の対象となっていたかどうかは分からない。職員･傭員と常傭工の他に、臨時工でかえって過酷･危険な職場をしばしば担わされた供給工、土木･建築を担当する請負工があり、後二者は事故も多く、それゆえにかえって多くの場合、会社の労務災害補償の対象にはされず、請負人である把頭の責任とされていた。そのため、同資料の対象になっていなかった可能性が高い。さらに、その後の時局悪化による増産要請の高まりとともに環境が悪化しており、例えば満洲国では1941年に労働統制法改正が行われ、状況がさらに一段と悪化したと言われている。割当による供出工人が増えていったとされる。また、保安矯正法や思想矯正法に基づいて送り込まれたとされる特殊工人の労働がタコ部屋労働であったとも言われている。とすれば、管轄が異なるため初めから特殊工人の死亡者数は統計に入っていない可能性、さらに、これら矯正法による特殊工人の増加とともにその後は死亡者数が増えた可能性などもある。
特殊工人につき、中国の研究者である解学詩は軍事機密であったため体系的な統計資料がないとしている。鉱工業関係企業のみとなるが、警務総局の1943年4~6月の3か月間の統計で、特殊工人の一つである輔導工人の使用人員40,402人に対し死亡者4,603人、同じく特殊工人の一つである保護工人の使用人員18,306人に対し死亡者1,536人としている。
松村高夫の研究によれば、特殊工人より恵まれた状況にあったはずの常傭方･常傭方の死亡率につき、『撫順炭礦統計季報』第1号(1943年5月,P.68)の統計で、年間で1940年常傭方1.5%常傭方4.6%、1943年常傭方1.9%常傭方12.2%となっている。
青木茂によれば、満洲国時代の日満商事株式会社調査室が発行した『日満商事調査統計月報･満洲炭鉱資材読本別冊』に「鉱山労務者採用後期間別死亡者加重比率表」に14の炭鉱･鉱山･事業所の1943年6月までの統計が出ており、それらを平均した労務者の期間内死亡率は3か月以内に51.3%、半年以内に75.9%、1年以内に87.0%であるとし、また、別の資料からは、ソ連国境沿いの日本軍要塞群建設のために320万人余の中国人が徴用され、その凡そ3割にあたる100万人余が死亡したとする。工事について、個別具体的な裏付け資料としては、関東憲兵隊司令部中央検閲部が当時、手紙を検閲、内容に応じ、除去･押収･焼却･部分的塗りつぶし･そのまま発送といった処理を行い、要約して郵政検閲報告書として月報や週報にまとめていたが、その1940年『通信郵検月報（五月）』に同年5月に黒竜江東寧県藤田組大肚川現場の小山水平が大阪市港区千代見町三丁目（旧表示）の小山徳太郎に宛てた手紙に、藤田組の労働者は20日の時点で24人が死に、他の部隊でも毎日1人か2人死んでいる、と書かれていたという。
ちなみに、日本の例になるが、福岡県で宇美商業高校の社会研究部の高校生が地元の記録を調査、その結果、1944年9月に勝田鉱業所大谷坑に連れて来られた中国人工夫（事実上騙されたり、強制的に拉致されて連れてこられたものだが、満洲であれば特殊工人よりも待遇が良かった筈の募集工人である）が1年3ヶ月で352人のうち87人が死亡したことを確認している。死亡率25%（年間で19.8%）である。

## コレラ事件（防疫惨殺事件）
大同炭鉱の中国人証言者が、1942年（昭和17年）コレラが流行し、死者が続出、万人坑に捨てられたと証言している。
田辺敏雄は、撫順炭鉱の龍鳳採炭所で起きたとされる「防疫惨殺事件」は、本多ルポでは1942年の出来事としているとし、皇帝・溥儀の自伝『わが半生』も最初の事件発生は1942年と記すとする。一方で、田辺敏雄は、撫順炭鉱「防疫の思い出」はコレラ発生を1943年と記し、大同炭鉱の日本側関係者もコレラ発生は1943年に間違いない、犠牲者は埋葬したと話す。「満洲日日新聞」も1943年で報ずるとし、1942年に同新聞のコレラ記事は見当たらないとする。田辺は、こうした証言におけるコレラ事件が発生したとされる年数の違いにつき、1943年のみが正しいことを前提にした上で、撫順炭鉱(満洲)と大同炭鉱(華北)の中国側証言者が同じ間違いを犯しているのは偶然なのかと疑問を呈し、中国共産党の上層部の組織的な意思、関与のもと、溥儀の自伝をタネに、撫順炭鉱と大同炭鉱でのコレラ事件が捏造されたと主張している。
本多のルポである『中国の旅』では、あくまで本多が紹介された少数の証言者の体験した「防疫惨殺事件」が1942年夏の事件であったとしているだけである。本多は「防疫惨殺事件」を撫順炭鉱における防疫管理のために起こった一連の事件と規定し、また、その防疫管理を招いた原因をコレラの流行だとしているが、ルポを読む限り、その発端となるコレラの発生や全面的終了まで1942年の内の出来事と限定しているわけではない。そもそも「防疫惨殺事件」とは本多の名付けたもので、その内実は一つ一つの事件の被害者は一人、二人からせいぜい数人となる、一連の事件の総称である。本多ルポでの証言によれば、問題となる炭鉱側の防疫管理ぶりは証言者の一人が1941年秋に来たときには既に始まっていたとされる。田辺は撫順でのコレラ流行を1943年とするが、そもそも当時の衛生状態ではコレラの発生などは毎年夏には起こりうることで、撫順市街での大流行はともかく、人の密集する炭鉱住居では大小のコレラ発生はそれ以前から起こっていたことも考えられる。また、当時の日本のマスコミ報道等を見ると、1942年夏にも上海でコレラが流行し、日本の長崎･瀬戸内海などの港町でも病人が出て、東京に本格上陸することが懸念されており、さらに、1943年には従来のコレラに加えて、6月上旬には腸チフスの感染が前年の倍以上と大量に流行り始めていることが日本本土での関心の対象となっている。大同炭鉱における中国人側の万人坑証言で語られる伝染病の流行状況もこの流れと符合しており、華北･華中･華南から労務者が連れてこられたことを考えれば、むしろ中国人証言にある1942-1943年の大同炭鉱における発生状況等の方が東アジア全体での流行状況に沿っており、表向きとはまた異なった炭鉱での実情を示しているのではないかとも考えられる。

## 中国などの主張による「万人坑」

### 日本軍関係

#### 要塞建設工事関係
- ハイラル要塞万人坑[85]
- 東寧要塞万人坑[85]

### 民間企業関係
- 豊満ダム万人坑[86][87]
- 水豊ダム万人坑[88]
- 鶴岡炭鉱万人坑[86]
- 鶏西炭鉱万人坑[86]
- 坂石炭鉱万人坑[86]
- 老頭溝炭万人坑[86]
- 遼源炭鉱(西安）万人坑[86]
- 石人炭鉱万人坑[86]
- 本渓炭鉱万人坑[86]
- 弓長嶺鉄鉱万人坑[86]
- 大石橋マグネサイト万人坑[86]
- 阜新炭鉱万人坑[86]
- 北栗炭鉱万人坑[86]
- 大同炭鉱万人坑[89]

## 関連文献
- 田辺敏雄『「朝日」に貶められた現代史―万人坑は中国の作り話だ』全貌社、1994年2月。ISBN 978-4793801358。
- 中嶋嶺雄『歴史の嘘を見破る 日中近現代史の争点35』文藝春秋〈文春新書〉、2006年5月。ISBN 978-4166605040。
- 青木茂『万人坑を訪れる 満州国の万人坑と中国人の強制連行』緑風出版、2013年11月29日。ISBN 978-4846113230。
- 田辺敏雄「朝日・本多勝一記者の誤報」『正論 1990年8月号』、産業経済新聞社、1990年8月。
- 本多勝一「『朝日・本多勝一記者の誤報』という”誤報”」『正論 1990年9月号』、産業経済新聞社、1990年9月。
- 田辺敏雄「重ねて言う、万人坑はなかった」『正論 1990年10月号』、産業経済新聞社、1990年10月。
- 田辺敏雄「「中国の旅」批判 ヒト捨て場「万人坑」は存在しなかった」『正論 2014年12月特別増刊号』515増刊、産業経済新聞社、2014年12月、95-109頁、NAID 40020227502。
- 撫順問題調査班『リポート「撫順」1932』私家版（都立書房 発売)、1987年10月